# 마르코 스토라리
마르코 스토라리(이탈리아어: Marco Storari, 1977년 1월 7일~)는 이탈리아의 전 축구 선수로, 포지션은 골키퍼이다.
긴 이탈리아 하부리그 생활 끝에 27세의 나이로 세리에 A에 입성했다.

## 수상
유벤투스
- 세리에 A : 우승 (2011-12, 2012-13, 2013-14)
- 수페르코파 이탈리아나 : 우승 (2012, 2013), 준우승 (2014)
- 코파 이탈리아 : 준우승 (2011-12)